# 馬利齊夫卡
49°53′24″N 37°59′27″E / 49.89000°N 37.99083°E
馬利齊夫卡（烏克蘭語：Мальцівка）是位於烏克蘭東部的村莊，由哈爾科夫州庫皮揚斯克區的德沃里奇纳市镇負責管轄。該村始建於1850年，面積0.06平方公里，海拔高度149米，2001年人口3，人口密度每平方公里50人。